# Letnie Grand Prix w kombinacji norweskiej 2010
Letnie Grand Prix w kombinacji norweskiej 2010 – trzynasta edycja LGP w historii kombinacji norweskiej. Sezon składał się z czterech konkursów indywidualnych. Rozpoczął się 7 sierpnia 2010 roku w Oberstdorfie, a zakończył 14 sierpnia 2010 w Oberwiesenthal. Tytułu sprzed roku bronił Niemiec Tino Edelmann. W tej edycji zwyciężył jego rodak Johannes Rydzek.

## Kalendarz i wyniki
| Lp | Data             | Miejscowość    | Konkurencja           | 1 miejsce  | 2 miejsce | 3 miejsce   |
| -- | ---------------- | -------------- | --------------------- | ---------- | --------- | ----------- |
| 1. | 7 sierpnia 2010  | Oberstdorf     | Gundersen HS137/10 km | E. Frenzel | J. Rydzek | M. Moan     |
| 2. | 8 sierpnia 2010  | Oberstdorf     | Gundersen HS137/10 km | J. Rydzek  | F. Braud  | J. Ryynänen |
| 3. | 13 sierpnia 2010 | Oberwiesenthal | Gundersen HS106/10 km | M. Moan    | J. Rydzek | E. Frenzel  |
| 4. | 14 sierpnia 2010 | Oberwiesenthal | Gundersen HS106/10 km | M. Moan    | J. Rydzek | M. Dvořák   |

## Klasyfikacja końcowa
| Miejsce | Zawodnik        | Punkty |
| ------- | --------------- | ------ |
| 1.      | Johannes Rydzek | 340    |
| 2.      | Magnus Moan     | 282    |
| 3.      | Eric Frenzel    | 260    |
| 4.      | Miroslav Dvořák | 164    |
| 5.      | François Braud  | 154    |
| 6.      | Jan Schmid      | 142    |
| 7.      | Yūsuke Minato   | 133    |
| 8.      | Janne Ryynänen  | 124    |
| 9.      | Mikko Kokslien  | 114    |
| 10.     | Ronny Heer      | 96     |
| . . .   |                 |        |
| 44.     | Paweł Słowiok   | 3      |
| 47.     | Tomasz Pochwała | 2      |